# صمويل ويبر
صمويل ويبر (1759-17 يوليو 1810) رجل دين أمريكي وعالم الرياضيات وأكاديمي ورئيس لجامعة هارفارد من عام 1806 حتى وفاته في عام 1810.

## حياته
ولد صموئيل ويبر في قرية بيفيلد في ماساتشوستس عام 1759. تلقى تعليمه في أكاديمية دومر (المعروفة الآن باسم أكاديمية جوفرنر) وكلية هارفارد حيث نال شهادة البكالوريوس عام 1784 وشهادة الماجستير عام 1787. تخصص في الرياضيات وكان عضوًا في إحدى الجمعيات الطلابية المسرحية في جامعة هارفارد. عين ويبر في منصب وزير طوائف الأبرشانيون في عام 1787 وبعد ذلك بعامين أصبح أستاذ للرياضيات والفلسفة الطبيعية في جامعة هارفارد. خدم في اللجنة التي رسمت الحدود بين الولايات المتحدة الأمريكية الجديدة والمقاطعات البريطانية المحيطة بها والتي اعترفت بها لاحقًا معاهدة باريس. انتخب زميلًا للأكاديمية الأمريكية للفنون والعلوم عام 1789، وشغل أيضًا منصب نائب رئيس الأكاديمية. ألف كتاب (نظام الرياضيات) والذي ظل لسنوات عديدة الكتاب المدرسي الوحيد في نيو إنجلاند حول هذا الموضوع .
عين ويبر رئيسًا لجامعة هارفارد عام 1806، وفي نفس العام حصل على درجة الدكتوراه الفخرية في اللاهوت من نفس الجامعة، وبقي رئيسا لها حتى وفاته في كامبريدج في ماساتشوستس في 17 يوليو 1810.